# Pachypleurosaurus
A Pachypleurosaurus („vastagfarkú gyík”) a Nothosaurus-félék (Nothosauroidea) közé tartozó nem, a Pachypleurosauridae család típusneme. Példányai Olaszországból (Lombardia) és Svájcból (Monte San Giorgio) kerültek elő kora triász és középső triász időszakok anisusi és ladin rétegeiből. A család bazális tagja. Típusfaja a P. edwardsi.

## Jellemzői
A nem fajai kicsiny termetűek, 20–120 centiméteres teljes hosszt érnek el. A P. edwardsi a nagyobb termetű az egy méter körüli hosszával. A svájci lelőhely jó megtartású leletei alapján 2–3 éves korukban váltak ivaréretté, és legfeljebb hat évig éltek. A mai Észak-Olaszország és a Dél-Alpok környékén volt az élőhelyük, amely a mai 45–46° helyett jóval délebbre, 9° északi szélesség körül, valamint 10°-kel keletebbre volt 240 millió évvel ezelőtt. Ekkor egy szubtropikus, nagyjából 100 méter mélységű óceánág volt itt, a Mellétei-tenger és a Pennini-óceán elődje. Svájcban homokkő és bitumenes pala, Olaszországban meszes, agyagos pala képződött.
A nem legközelebbi rokona a Claudiosaurus. Ehhez képest a koponya rövidebb és laposabb. A „vastagfarkú” jelzőt a medenceöv körüli megnyúlt alsó és felső csigolyanyúlványok alapján kapta. A nemhez hasonló ázsiai leleteket a Keichosaurus nembe sorolták. Egyes csigolyák, a végtagok csontjai és a bordák már egy átmenetet mutatnak a primitív Nothosaurus-féléktől a speciális formák – sőt a Plesiosaurusok – felé, de még jelentős különbségek vannak az arányokban, és egyértelműen meg lehet különböztetni őket egymástól. A végtagok még az úszást szolgálják, a kulcscsont és a medence erőteljes.